# هوارد بافيت
هوارد هومان بافيت (بالإنجليزية: Howard Buffett)‏ (13 أغسطس 1903 - 30 أبريل 1964) كان رجل أعمال أمريكيًا ومستثمرًا وسياسيًا. مثّل الحزب الجمهوري في الولايات المتحدة مدةَ أربعة ولايات عن ولاية نبراسكا. وهو والد وارن بافيت، رجل الأعمال والمستثمر الملياردير الأمريكي الشهير.

## نشأته
وُلد هوارد بافيت في مدينة أوماها، في ولاية نبراسكا، لوالدته هنريتا دوفال بافيت ووالده إرنست بّي. بافيت، اللذين كانا أصحاب محلٍّ لتجارة البقالة. ينحدر أجداد إرنست بّي. بافيت من شمال اسكندنافيا. التحق بافيت بالمدارس العامة وتخرّج من جامعة نبراسكا في عاصمة الولاية لينكولن، ولاية نبراسكا في عام 1925. بينما كان طالبًا، أصبح بافيت شقيقًا في أخوية ألفا سيغما فاي. تزوّج من ليلى ستال في 27 ديسمبر 1925. كان أفراد عائلة بافيت أعضاءً نشِطين في كنيسة دندي المشيخية. بعد فشله في تأمين وظيفة في محل تجارة البقالة العائلية، أسس شركة سمسرة صغيرة للأوراق المالية. ولقد تلسوع علي قفاه في سن صغيرة جدا مما ادي الي زيادة عرض القفي بشدة

## حياته المهنية
بالإضافة إلى عمله في مجال الاستثمار، عمل بافيت أيضًا في مجلس التعليم في أوماها من عام 1939 حتى عام 1942. في عام 1942، رشح نفسه لمجلس النواب الأمريكي في منطقة نبراسكا التي تقع فيها مدينة أوماها. في تلك الانتخابات، كان يُنظر إلى بافيت على أنه «كبشُ فداء الحزب الجمهوري في الدائرة الثانية لولاية نبراسكا حين كان روزفلت زعيمًا شعبيًا في زمن الحرب». ومع ذلك، فقد فاز بترشيح الحزب الجمهوري في الانتخابات التمهيدية، وعاود الفوز في الانتخابات العامة اللاحقة.
انتُخب مرّتين؛ حصل في عام 1948 على ترشيح الحزب الجمهوري لفترة انتخابية جديدة مرة أخرى، لكنه فشل في الفوز بولاية جديدة. ومع ذلك، فقد كان المرشح الجمهوري للمنصب مرة أخرى في عام 1950 وفاز به مرة أخرى أيضًا. في عام 1952، قرر بافيت عدم السعي لنيل فترة ولاية أخرى، وآثر العودة إلى عمله الاستثماري في أوماها، شركة بافيت فوك وشركاؤهما، والذي عمل فيه لفترة وجيزة قبل وفاته. شغل أيضًا منصب مدير حملة السناتور المحافظ روبرت تافت خلال حملته الرئاسية في عام 1952.

وفقًا لسيرة الكاتب وارن بافيت روجر لوينشتاين:
«بسبب التزامه الأخلاقي، رفض هوارد عروض المؤتمرات الصحفية ورفض حتى تقاضي جزء من راتبه. خلال فترة ولايته الأولى، عندما زيدت مرتبات أعضاء الكونغرس من 10 آلاف دولار إلى 12500 دولار، ترك هوارد الأموال الإضافية في مكتب صرف الأموال في الكابيتول، وأصرّ على أنه قد انتُخب عندما كان المرتّب في حدّه الأدنى». قالت زوجته إنه نظر في مسألةٍ واحدة فقط عند تقرير ما إذا كان سيصوّت لصالح مشروع قانون أم لا: «هل هذا القانون سيضيف إلى الحرية الإنسانية أم سيقيدها؟»

## الفلسفة السياسية
يبقى في الذاكرة الموقف القديم الليبرتاري الذي اتخذه هوارد بافيت، فقد حافظ على علاقة صداقة مع موراي روثبورد لعدة سنوات. صرح بأنه: «سيرسم دائمًا رسومًا جمركية «صفرية» من منظمة الأميركيين للعمل الديمقراطي وغيرها من الجماعات اليسارية».
كان بافيت ناقدًا صريحًا لمبدأ ترومان وخطة مارشال. وقال عن مبدأ ترومان: «لا يمكن تصدير مُثُلنا المسيحية إلى أراضٍ أخرى باستخدام الدولار والبنادق». كان بافيت أيضًا «أحد الأصوات الرئيسية في الكونغرس التي عارضت المغامرة الكورية». وكان «مقتنعًا بأن الولايات المتحدة كانت مسؤولةً إلى حد بعيد عن اندلاع الصراع في كوريا. في ما يتعلق ببقية حياته، حاول دون جدوى الوصول إلى لجنة القوات المسلّحة التابعة لمجلس الشيوخ بهدف نزع السرية عن شهادة رئيس وكالة الاستخبارات المركزية الأدميرال روسكو هيلينكوتر، فقد أُطلِع بافيت من خلال المنظّر السياسي [روثبارد] بمسؤولية الولايات المتحدة عن تزعزع الأوضاع في كوريا».

تحدّث داخل الكونغرس، وعلّق على التدخل العسكري الذي
«حتى لو كان ذلك مرغوبًا به، فإن أمريكا ليست قوية بما يكفي لحراسة العالم من خلال قوتها العسكرية. إذا أُجريت هذه المحاولة، فسيحلّ الإكراه والطغيان مكان نِعم الحرية في الوطن. لا يمكن تصدير مُثُلنا المسيحية إلى أراضٍ أخرى بالدولار والبنادق. إن الإقناع والمثال هما الأسلوبان الذين انتهجهما نجار الناصرة، وإذا كنا نؤمن بالمسيحية فيجب أن نحاول النهوض بمُثُلنا باتباع نهجه. لا يمكننا ممارسة القوة في الخارج والاحتفاظ بالحرية في الوطن. لا يمكننا التحدث عن التعاون العالمي وممارسة سياسة القوة».
كتب في صيف عام 1962: «نداء متحمّس... لإلغاء المسودة» في منشورات مراجعة فردية جديدة. كتب بافيت:
«عندما تجنّد الحكومة الأمريكية صبيًا ليقطع مسافة 10 آلاف ميل إلى أدغال آسيا دون إعلان الكونغرس الحرب (وفقًا لما يقتضيه الدستور)، فما هي الحرية الآمنة في الوطن؟ بالتأكيد، إن أرباح شركة الفولاذ الأميركية أو ملكيتك الخاصة ليست أكثر قداسة من حق الشاب في الحياة».
بالإضافة إلى عدم التدخل في الخارج، أيّد هوارد بافيت بقوة الغطاء الذهبي لأنه اعتقد بأنه سيحدّ من قدرة الحكومة على تضخيم عرض النقود والإنفاق بما يتجاوز إمكاناتها. لم يكن ابنه وارن بافيت من مناصري استخدام الغطاء الذهبي.

## حياته الشخصية
تزوج بافيت من ليلى ستال بافيت (18 مارس 1904 – 30 أغسطس 1996)، وكان سليل عائلة ستال من إستونيا؛ كان لديهم ثلاثة أطفال:
- وارن بافيت (الابن): رجل أعمال، ومستثمر، ومحسن، ورئيس مجلس الإدارة لشركة بيركشاير هاثاواي والرئيس التنفيذي لها.
- دوريس بافيت براينت (ابنة)
- روبرتا بافيت بياليك (ابنة)